# Guillaume Dubufe
Édouard Marie Guillaume Dubufe, född 1843 i Paris, död i maj 1909 på ångbåtsfärd till Buenos Aires, var en fransk målare. Han var son till Édouard Dubufe. 
Dubufe, som var lärjunge till sin far, uppträdde först 1877 med Adonis död och Flickan med krukan (Rouens museum); sedermera utställde han S:ta Cecilia (museet i Clermont-Ferrand) och en triptyk, Den religiösa och den profana musiken (museet i Amiens), Poetisk treenighet: Musset, de Lamartine och Hugo (1888), Cypris (1889) samt flera porträtt. Dubufe var även illustratör. 